# Аменхотеп, син на Хапу
Аменхоте́п, син на Хапу е древноегипетски сановник (вкл. везир) от епохата на Новото царство, виден архитект и писар, обожествен след смъртта.

## Биография
Роден е в Атрибис (днес град Банха) на ок. 50 км северно от Кайро по време на управлението на цар Тутмос III (1458 – 1425 г. пр.н.е.) в семейството на Хапу и жена му Ипу/Иту.
Кариерата на Аменхотеп започва в родния му град, където заема длъжността върховен жрец на бог Хор. Става везир и главен архитект на фараона Аменхотеп III. Известен е със строежа на храма в Луксор, нареждан сред шедьоврите на архитектурата на Новото царство.
Умира вероятно през 31-вата година от управлението на фараон Аменхотеп III, т.е. ок. 1357 г. пр.н.е.